# Geuzenpenning (prijs)

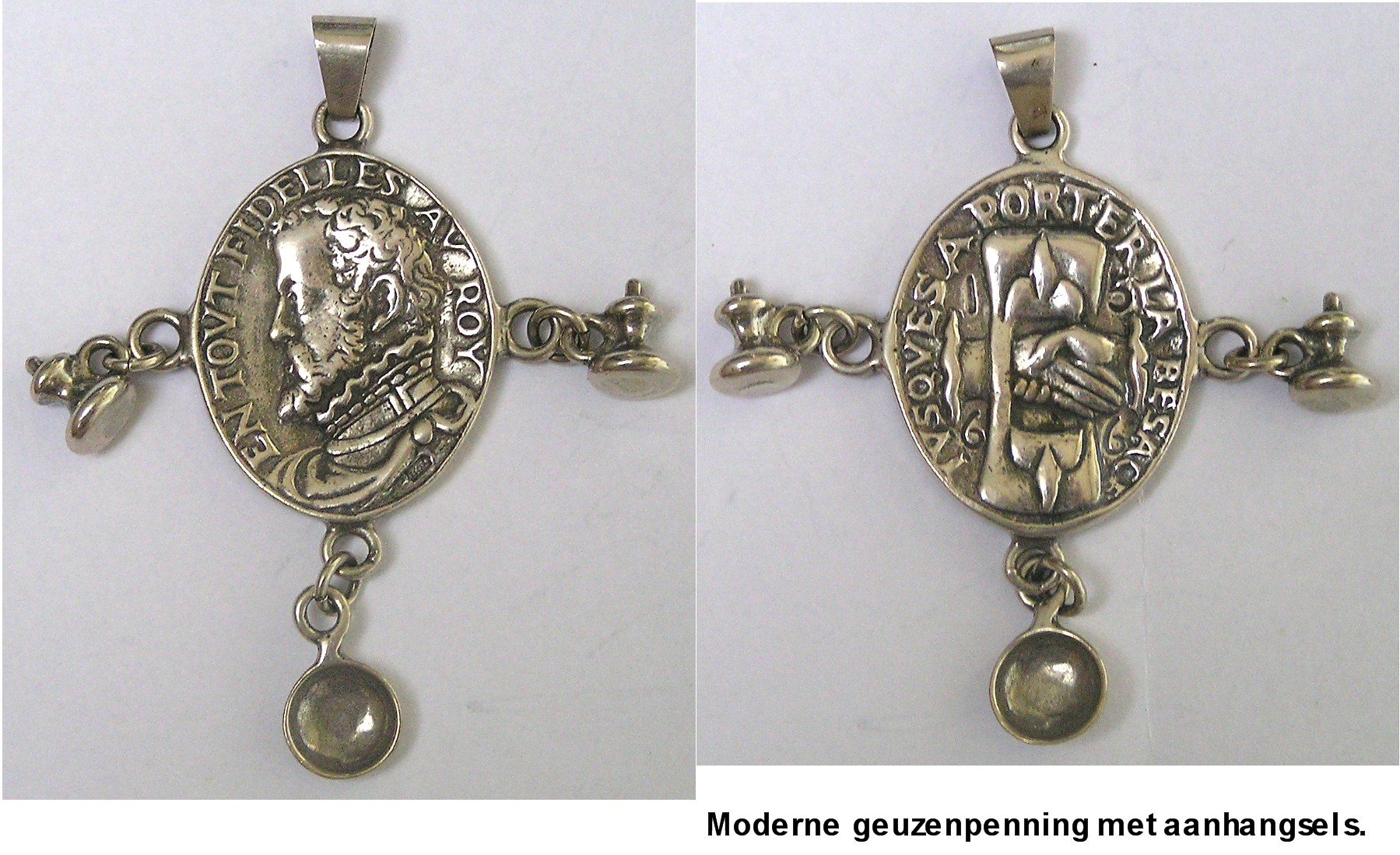
Zilveren Geuzenpenning met aanhangsels

De Geuzenpenning is een Nederlandse onderscheiding die sinds 1987 elk jaar  in Vlaardingen wordt uitgereikt aan mensen of organisaties die zich op bijzondere wijze hebben ingezet in hun strijd voor democratie en tegen dictatuur, racisme en discriminatie. De enige uitzondering is de Geuzenpenning van 2025 die in Schiedam werd uitgereikt vanwege het 750-jarig bestaan van deze stad. Dit werd gedaan omdat de Geuzen niet alleen in Vlaardingen, maar ook in Schiedam een bijdrage hebben geleverd aan de geschiedenis in de stad.
De Geuzenpenning is een initiatief van de Stichting Geuzenverzet 1940-1945. De stichting ontleent haar naam aan de geuzen, die in de 16e eeuw tegen de Spaanse overheersing over de Nederlanden vochten. Tijdens de Tweede Wereldoorlog was de verzetsgroep 'De Geuzen' actief in de omgeving van Vlaardingen, Maassluis en Rotterdam. Vijftien van hen werden op 13 maart 1941 door de Duitsers op de Waalsdorpervlakte gefusilleerd, samen met drie leiders van de Amsterdamse Februaristaking. Na de oorlog richtten overgebleven leden van de verzetsgroep de stichting op om de naam van hun kameraden en de geuzenidealen levend te houden, om de democratie in Nederland te bevorderen en in stand te houden en om de alertheid wereldwijd te vergroten op alle vormen van dictatuur, discriminatie en racisme.

## Uitreikingen
De Geuzenpenning werd uitgereikt aan:
- 1987 - Amnesty International, afdeling Nederland
- 1988 - H.M. Koningin Wilhelmina (postuum)
- 1989 - Stichting Februari 1941
- 1990 - Richard von Weizsäcker, president van de Bondsrepubliek Duitsland
- 1991 - Bernard IJzerdraat, verzetsstrijder (postuum) en László Tőkés, Roemeense dominee en revolutionair
- 1992 - Anne Frank Stichting
- 1993 - Max van der Stoel, VN-rapporteur in Irak en hoge commissaris inzake Nationale Minderheden in Europa
- 1994 - Artsen zonder Grenzen, afdeling Nederland
- 1995 - Václav Havel, president van de Tsjechische Republiek
- 1996 - Harry Wu, Chinees dissident en vrijheidsstrijder
- 1997 - De 'Dwaze Moeders' (Madres de Plaza de Mayo)
- 1998 - Vera Chirwa (Malawi, Afrika), Noel Pearson (Australië), Muchtar Pakpahan (Indonesië, Azië), Rosalina Tuyuc Velásquez (Guatemala, Amerika) en Sergej Adamovitsj Kovaljov (Rusland, Europa)
- 1999 - İnsan Hakları Derneği, IHD (Turkse mensenrechtenorganisatie)
- 2000 - Nataša Kandić (Servië) en Veton Surroi (Albanië/Kosovo), mensenrechtenactivisten
- 2001 - European Roma Rights Centre en de Landelijke Sinti Organisatie
- 2002 - Asma Jahangir, Pakistaans advocate en pleitbezorgster voor de rechten van de vrouw
- 2003 - Defence for Children International (DCI)
- 2004 - Íngrid Betancourt, Colombiaans politica, gekozen vanwege haar strijd tegen de corruptie, de dictatuur en de macht van de drugsmaffia in Colombia. Haar inzet was zelfs met gevaar voor eigen leven. De onderscheiding werd in ontvangst genomen door haar moeder, omdat Íngrid zelf door de FARC was ontvoerd. Inmiddels is Íngrid bevrijd (op 2 juli 2008).
- 2005 - International Campaign for Tibet ICT zet zich in voor de mensenrechten in Tibet en het bevorderen van de democratie aldaar. De onderscheiding wordt uitgereikt aan Richard Gere.
- 2006 - Haitham al-Maleh (75), Syrisch mensenrechtenactivist.
- 2007 - Human Rights Watch
- 2008 - Martti Ahtisaari, Voormalig president van Finland en  bemiddelaar bij internationale conflicten en burgeroorlogen.
- 2009 - Al-Haq en B'Tselem, een Palestijnse en een Israëlische mensenrechtenorganisatie.
- 2010 - Betty Bigombe, Oegandese vredesbemiddelaar.
- 2011 - De Nederlandse Krijgsmacht en de Afghaanse mensenrechtenactiviste Sima Samar[2]
- 2012 - Gregorij Shvedov, Russisch mensenrechtenverdediger en journalist, en zijn online nieuwsmedium Kaukasische Knoop
- 2013 - Radhia Nasraoui,[3]  Tunesische advocate en mensenrechtenverdediger
- 2014 - Thomas Hammarberg, Zweedse mensenrechtenactivist.
- 2015 - Free Press Unlimited[4]
- 2016 - Migrant Offshore Aid Station (MOAS) voor het opsporen en redden van vluchtelingen op de Middellandse Zee,  Egeïsche Zee, Golf van Bengalen en de Andamanse Zee.[5]
- 2017 - Alice Nkom en Michel Togué, Kameroense advocaten. Zij kregen de Geuzenpenning omdat zij tegen alle verdrukking en doodsbedreigingen in lhbt'ers in Kameroen blijven verdedigen.
- 2018 - Girls Not Brides: The Global Partnership to End Child Marriage.[6]
- 2019 - Alejandro Solalinde Guerra
- 2020 - Saudische mensenrechtenorganisatie ACPRA[7]
- 2021 - Malgorzata Gersdorf, Poolse advocate[8]
- 2022 - Lawyers for Lawyers, die wereldwijd ondersteuning biedt aan advocaten die vanwege hun werkzaamheden gevaar lopen.[9]
- 2023 - Assistance Association for Political Prisoners, een organisatie die zich inzet voor politieke gevangenen in Myanmar.[10]
- 2024 - Laila Haidari voor het opzetten van illegaal onderwijs aan meisjes in Afghanistan en het opzetten van hulp voor verslaafde.[11]
- 2025 - Ukraine 5 AM Coalition voor het vastleggen van oorlogsmisdaden en misdaden tegen de menselijkheid, gepleegd in Oekraïne.[12][13]